# You Look Like You Love Me
«You Look Like You Love Me» — песня американской кантри-певицы и автора-исполнителя Эллы Лэнгли. Она была выпущена 21 июня 2024 года в качестве промо-сингла перед её дебютным студийным альбомом Hungover (2024), а затем запланирована к выпуску на радио кантри на 5 августа 2024 года. В песне участвует американский кантри-певец Райли Грин, а продюсером выступил Уилл Банди. Песня стала первым попаданием Лэнгли в Billboard Hot 100, дебютировав под номером 53. Премьера видеоклипа состоялась 28 августа 2024 года.

## История
Лэнгли сказала по поводу песни: «Я одержима этой песней, мне кажется, она такая весёлая. Сначала я написала её с Аароном Ратьере, а потом пришёл Райли и написал второй куплет. Это милая маленькая песня о любви, и, надеюсь, однажды она станет чьей-то свадебной песней». В интервью Holler Грин сказал, что песня была «одной из тех вещей, которые могут произойти только в дороге, во время тура, просто очень органично. Я услышал песню, и я думаю, что она подумала, что, возможно, это было бы хорошим сотрудничеством с кем-то, поэтому я написал второй куплет для нее. Это просто очень весёлая песня. Она отлично справилась с ней, и это определённо то, что я уверен, мы будем делать вместе».
Лэнгли представила песню 13 мая 2024 года в двух клипах в социальных сетях. Она и Грин также поделились фрагментами песни на TikTok и исполнили её во время совместного тура.

## Композиция
Песня сочетает педальную слайд-гитару с ударными в инструментальной части и состоит из двух куплетов, исполняемых в форме художественной декламации. В первом куплете героиня Лэнгли рассказывает о том, что ей было одиноко ночью в баре в 22 года, пока она не влюбилась в ковбоя, увидев его танцующим. Она подходит к мужчине, протягивает ему пиво и признаётся ему в любви, о чем рассказывает в припеве. Во втором куплете Грин говорит с точки зрения мужчины, и он отвечает ей взаимностью. Затем они вместе поют следующий припев.

## Отзывы
Максим Мауэр из Holler назвал песню «прекрасным ретро-дуэтом», написав: «Элла Лэнгли привносит в свой вокал, который длится большую часть трека, много развязности и харизмы, прежде чем Райли Грин вступает в бой, чтобы ответить на её ухаживания» и "Грубоватый, суровый голос Райли и его серьёзность создают идеальный баланс с голосом Эллы, и эти двое придают «You Look Like You Love Me» ту химию, которая необходима, чтобы сделать это убедительное, кипящее сотрудничество, источающее сексуальное напряжение. Кейси Янг из Whiskey Riff заявил: «Услышать песню, написанную с женской точки зрения, когда нужно сделать первый шаг, определённо необычно, особенно в жанре кантри, и мне нравится свежий взгляд Эллы на свидания и то, что обычно является „приемлемым“». Он также прокомментировал: «Очевидно, что участие Райли в песне добавляет такой забавный слой в плане превращения её в дуэт, и, как я уже сказал, я уже вижу, что она станет большим хитом среди их поклонников. Это уже один из моих любимых синглов, выпущенных в этом году, и я буду повторять его в обозримом будущем».

## Музыкальное видео
Музыкальный клип на песню «You Look Like You Love Me» был снят Уэльсом Тони, Джоном Парком и Эллой Лэнгли, а премьера состоялась 28 августа 2024 года. В клипе, выполненном в стиле Дикого Запада, действие происходит в салуне, где героиня Лэнгли выступает в роли артистки, привлекая внимание персонажа Райли Грина, разбойника, чьё лицо фигурирует на плакатах с объявлениями о розыске, когда он входит. Они танцуют вместе среди других посетителей бара, пока не появляется городской шериф с пистолетом наготове, но дуэт остаётся невозмутимым, и Лэнгли танцует с шерифом, а затем клип заканчивается тем, что они уезжают на лошадях. В клипе появляются Джейми Джонсон и собака Грина, Карл.

## Награды и номинации
| Организация                      | Год  | Категория                      | Результат |
| -------------------------------- | ---- | ------------------------------ | --------- |
| People’s Choice Country Awards   | 2024 | The Collaboration Song of 2024 | Номинация |
| Country Music Association Awards | 2024 | Musical Event of the Year      | Победа    |
| Academy of Country Music Awards  | 2025 | Single of the Year             | Победа    |
| Academy of Country Music Awards  | 2025 | Song of the Year               | Номинация |
| Academy of Country Music Awards  | 2025 | Visual Media of the Year       | Победа    |
| Academy of Country Music Awards  | 2025 | Music Event of the Year        | Победа    |

## Чарты

### Еженедельные чарты
| Чарт (2024)                         | Высшая позиция |
| ----------------------------------- | -------------- |
| Австралия (ARIA)                    | 67             |
| Канада (Billboard Canadian Hot 100) | 33             |
| Канада Country (Mediabase)          | 1              |
| Канада (Billboard Country)          | 37             |
| Мир (Billboard Global 200)          | 89             |
| Ирландия (IRMA)                     | 66             |
| Новая Зеландия (Recorded Music NZ)  | 19             |
| Великобритания (OCC UK Singles)     | 59             |
| США (Billboard Hot 100)             | 30             |
| США (Billboard Country Airplay) ·   | 1              |
| США (Billboard Hot Country Songs)   | 7              |

## Сертификации
| Регион                                                                      | Сертификация  | Продажи   |
| --------------------------------------------------------------------------- | ------------- | --------- |
| Канада (Music Canada)                                                       | Платиновый    | 80 000    |
| Новая Зеландия (RMNZ)                                                       | Золотой       | 15 000    |
| Великобритания (BPI)                                                        | Серебряный    | 200 000   |
| США (RIAA)                                                                  | 2× Платиновый | 2 000 000 |
| Данные о продажах + прослушиваниях приведены только на основе сертификации. |               |           |